# Vincenzo Foppa

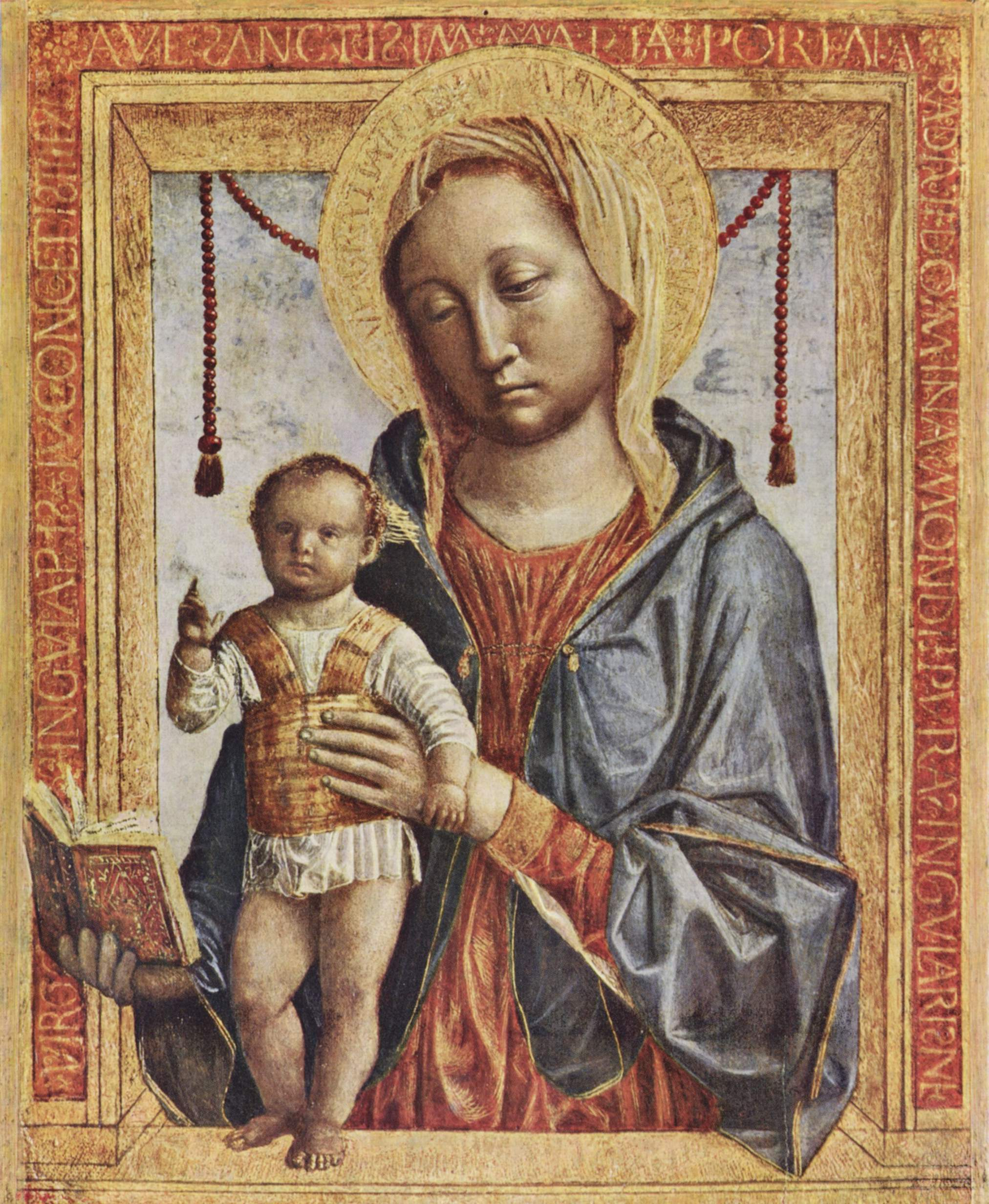
Madonna del Libro

Vincenzo Foppa (Brescia, 1427 - 1430 circa – 1515 circa) è stato un pittore italiano, tra i principali animatori del Rinascimento lombardo prima dell'arrivo di Leonardo da Vinci a Milano.

## Biografia e opere

### Gli esordi e laCrocifissione

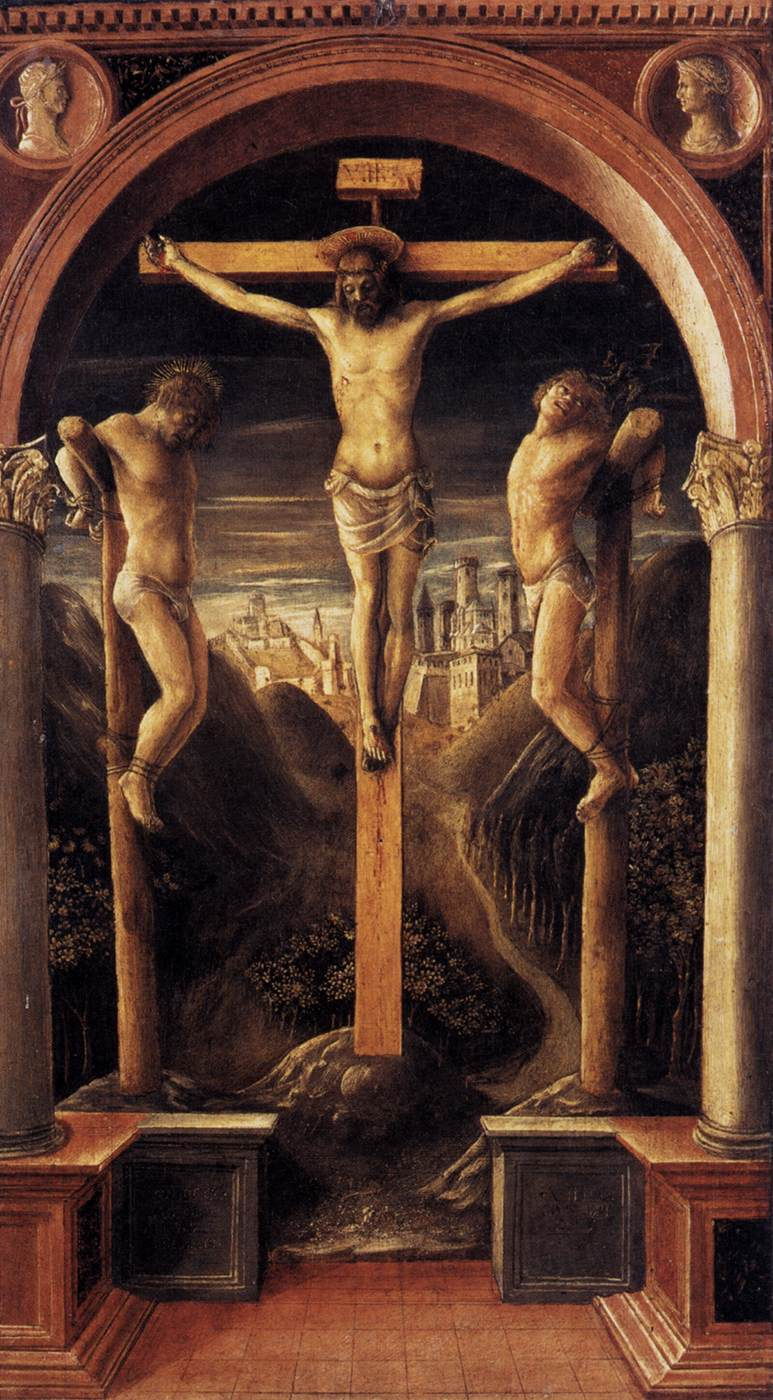
Crocifissione

La formazione di Vincenzo Foppa dovette essere essenzialmente legata al mondo cortese, ben vivo nella prima metà del XV secolo in tutta la Lombardia. Egli ebbe modo di ammirare gli affreschi eseguiti da Gentile da Fabriano tra il 1414 e il 1419 nella cappella di San Giorgio del Broletto di Brescia, realizzati su commissione di Pandolfo III Malatesta, purtroppo successivamente andati quasi integralmente distrutti, e vide in patria la sontuosa Annunciazione intessuta di ori da Jacopo Bellini e le fulgenti tavole di Antonio Vivarini dipinte qualche anno prima che Foppa mostrasse di aver aderito alle tendenze locali nell'opera più antica che gli si riconosca. Si tratta della Madonna con Bambino e angeli, in cui i rapporti con il mondo gotico si esauriscono in convenzionalismi grafici e lineari, presi a prestito da Bonifacio Bembo, che con tutta probabilità fu suo maestro: lo spazio reca tracce di una norma più logica, in esso s'impostano più corposi volumi e panneggi già rivelatori della poetica naturalistica che sarà peculiare delle opere della maturità.
Le influenze sulle prime opere, come accadde anche nel caso di altri pittori lombardi, furono peraltro molteplici, dai toscani (Donatello, Paolo Uccello, Filippo Lippi) filtrati attraverso la mediazione della scena artistica padovana, in particolare da Mantegna, alla cultura veneta, provenzale e fiamminga, oltre naturalmente al mondo fiabesco del gotico internazionale che aveva in Milano e nella Lombardia intera uno dei centri più significativi d'Italia.
Le prime opere conosciute del Foppa sono un San Bernardino e la Crocifissione, realizzate facendo evolvere i modelli ben presenti di Gentile da Fabriano e Jacopo Bellini; la seconda in particolare, prima opera firmata e datata (1456), mostra un'architettura classica di origine padovana, con un arco di trionfo adorno di medaglioni antichi, dove si stagliano le tre figure prospetticamente scorciate mentre il paesaggio mostra ancora in parte stilemi legati al gusto internazionale. Interessante la recente ipotesi di identificazione geografica del fondo del paesaggio, nel quale si è visto, a sinistra il castello di Sabbionara di Avio, a destra, nella città turrita Trento, e nel centro la valle dell'Adige stretta tra le montagne. Già in queste prime opere avviene il sorpasso della rigida geometria prospettica di matrice toscana in favore di una maggiore attenzione alla resa della luce, con l'accendersi di improvvise luminescenze che toccano architetture e rocce. Appaiono così luminescenti il terriccio ai piedi del Golgota, il monte, e i corpi dipinti con una straordinaria libertà pittorica.

### Tra Pavia e Genova (1455-1463)

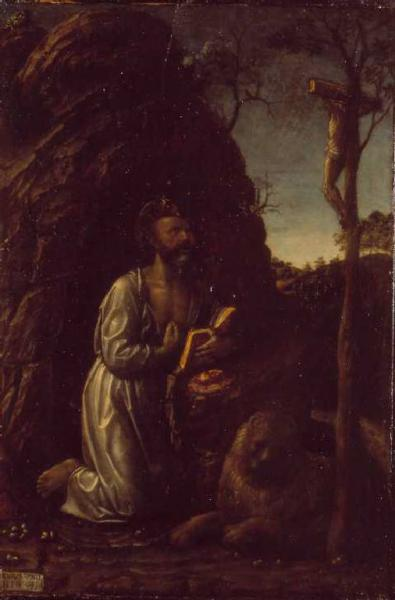
San Girolamo penitente

Tra il 1455 e il 1456, dopo essere passato forse per Mantova, Foppa si stabilì con la famiglia a Pavia, nel Ducato di Milano, allora soggetto alla signoria degli Sforza. A questo periodo sono fatti risalire i pannelli provenienti da un polittico di cui restano solo i mezzibusti dei Santi Siro e Paolo (1415), che denunciano la conoscenza delle opera di Donatello e Andrea Mantegna.
Il San Girolamo penitente dell'Accademia Carrara di Bergamo, poco più tardo della Crocifissione, sembra rispondere a un'immediata esigenza di rappresentazione drammatica, che il maestro risolse con notevole audacia illuminando la scena in maniera incidente da sinistra. Alla suggestione padovana e donatellesca si aggiungono forti accenti di indagine naturalistica e patetici addolcimenti luministici fiammingheggianti.
L'affresco, ora quasi illeggibile, della Madonna dell'oratorio di San Giacomo della Cerreta presenta un contrasto tra il lume autentico, che investe da destra l'immagine con l'ombra vera proiettata sulla sinistra, e i volumi prestabiliti, ancora bloccati da un'illuminazione convenzionale.
Nelle prime opere si nota una predilezione per le forme scolpite con forza di altorilievo, che andò progressivamente attenuandosi sulla scorta di nuovi influssi. Due capolavori di questa fase sono la  Madonna che abbraccia il bambino e la Madonna del Libro, entrambe nella Pinacoteca del Castello Sforzesco di Milano. Con l'uso innovativo di un materiale tradizionale come l'oro dei minatori tardogotici, Foppa costruì, con altissimo e libero magistero tecnico, raggi luminosi che levigano e puliscono le forme, passando in calibrati trapassi di ombre e di piani.
La sontuosa gamma cromatica di smalti dorati e la secchezza di modellato induce a collocare in questo periodo i due Santi Teodoro ed Agostino sempre nel Museo del Castello, il San Cristoforo dell'Art Museum di Denver, e i due Santi Battista e Domenico, ora di collezione privata a Bergamo.
Nel 1461 Foppa si recò a Genova dove affrescò la cappella dei priori di San Giovanni nella Cattedrale, realizzando anche un polittico in San Domenico (opere perdute). Nella città ligure, attraverso forse l'esempio di Donato de' Bardi, venne a un più stretto contatto con la pittura fiamminga, come è evidente dalla Madonna col Bambino per la chiesa del Carmine di Pavia, firmata e datata 1463.

### Nella Milano di Francesco Sforza

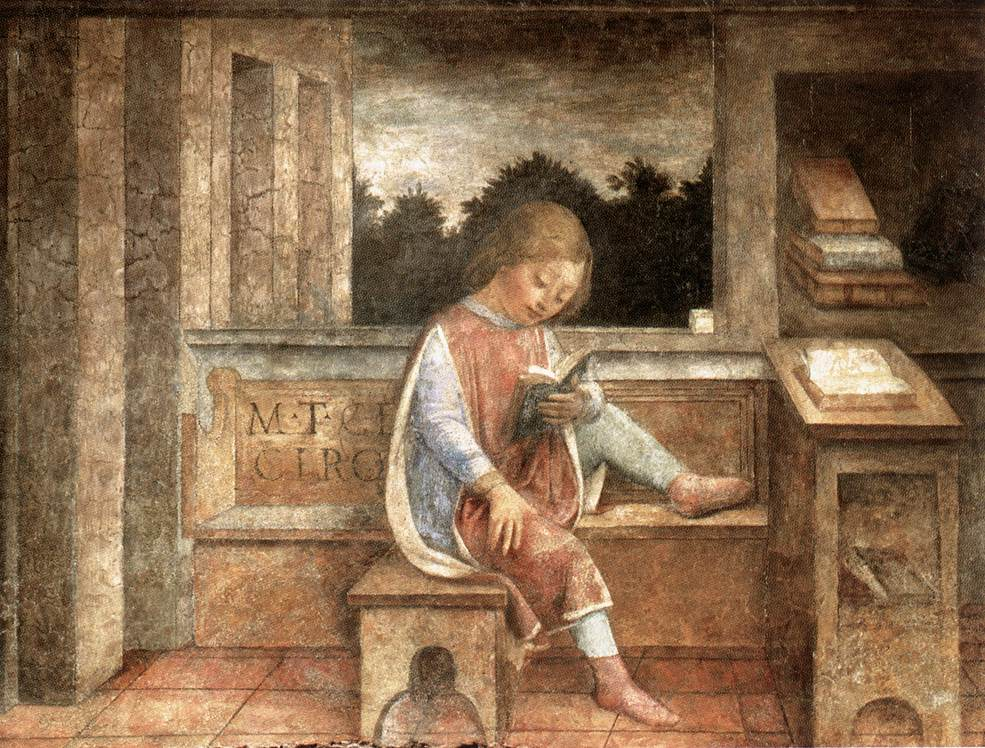
Fanciullo che legge Cicerone, affresco staccato dal Banco Mediceo a Milano (Londra, Wallace Collection)

Sempre nel 1463 Foppa fu chiamato da Francesco Sforza a Milano, che gli commissionò la decorazione pittorica del portico dell'Ospedale Maggiore, oggi perduta, con la Cerimonia della posa della prima pietra, avvenuta il 12 aprile 1457. Nel 1465 Foppa è documentato in uno dei più grandi cantieri della Lombardia sforzesca, la Certosa di Pavia, dove riscosse un pagamento per aver dipinto profetis [...] et certis altris figuris nel chiostro grande, opere perdute.
Nel Trattato di Architettura di Filarete è riportato come nella loggia del giardino della sede milanese del Banco Mediceo fossero dipinte, per mano del maestro bresciano, scene di storia romana tra cui figurava “Traiano degnissimo e ben fatto, con altre figure di hornamento”. Di quel ciclo resta l'affresco staccato del Fanciullo che legge Cicerone, che illustra l'interpretazione lombarda del Rinascimento fiorentino: alla esplicita ricerca di solennità compositiva e di semplificazione formale, è legato un fresco e sereno naturalismo, soprattutto nel cielo cupo a ridosso degli alberi e nella pacata dolcezza della figura infantile.

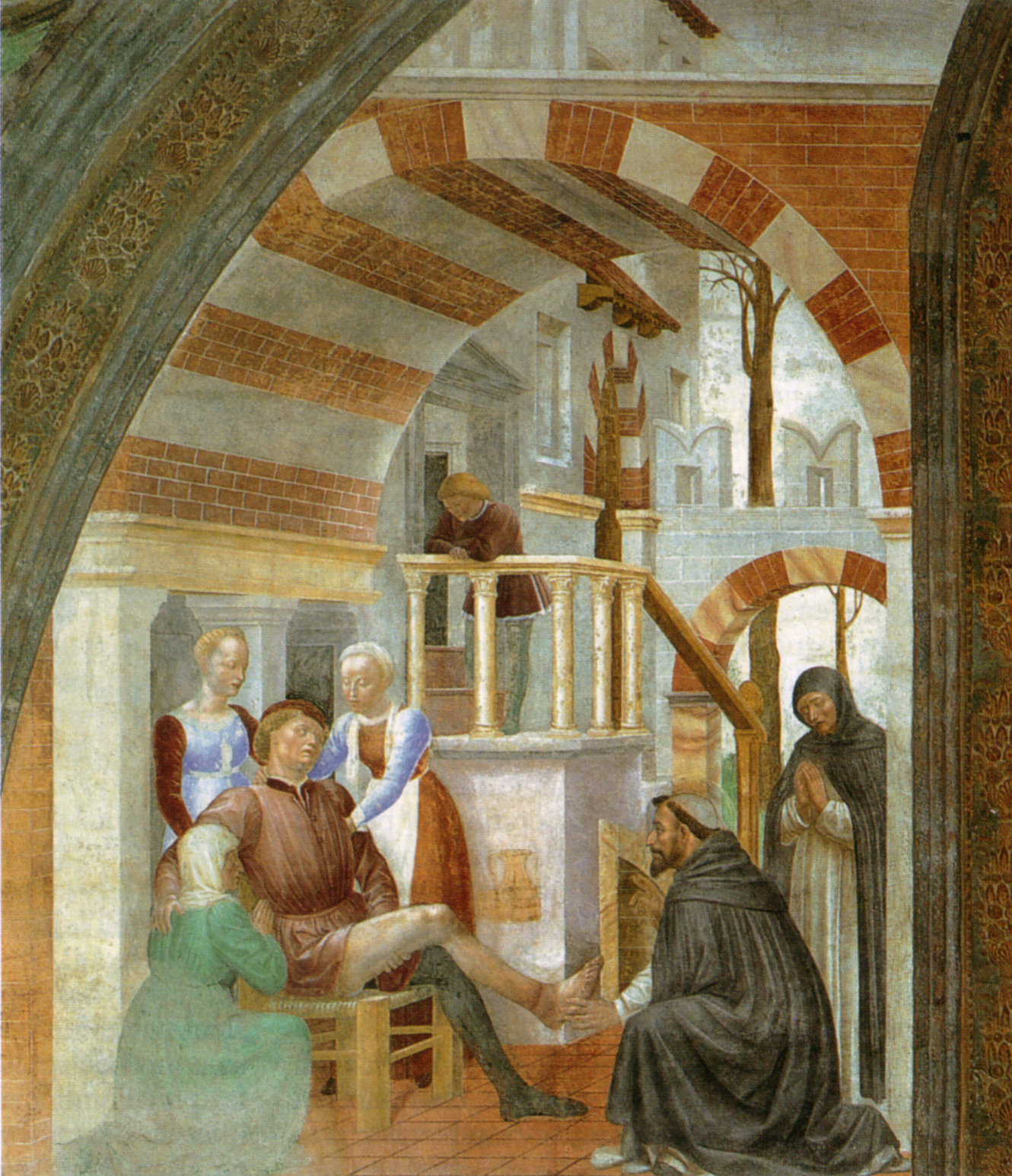
Miracolo di Narni, Cappella Portinari

Ciò nondimeno, l'opera più significativa del suo periodo milanese è senza dubbio la decorazione della Cappella Portinari (1464-1468) nella basilica di Sant'Eustorgio, in cui Foppa affrescò quattro tondi con Dottori della Chiesa nei pennacchi, otto Busti di santi negli oculi alla base della cupola, le lunette delle pareti laterali scene della Vita di san Pietro Martire, l'arco di trionfale con l'Annunciazione e la controfacciata con l'Assunzione.
Le immagini di ogni parete sono costruite con un unico punto di fuga che cade fuori dalla composizione, in modo da unificare gli episodi nelle lunette. Foppa si distacca tuttavia dalla classica prospettiva "alla toscana" per l'originale sensibilità atmosferica, che smorza i contorni e la rigidità della geometria: è infatti la luce a rendere umanamente reale la scena e a graduare i volumi e le distanze, offrendo così un esempio eloquente di quella che sarà definita "prospettiva lombarda". In generale prevale un gusto per il racconto semplice ma efficace e comprensibile, ambientato in luoghi realistici con personaggi che ricordano tipi quotidiani, in linea con le preferenze per la narrazione didascalica dei Domenicani: vi sono dei volti nelle storie della vita del Santo, che sono fra i più veri del Quattrocento settentrionale.
I ricordi ancora vivi del plasticismo padovano, con qualche suggestione ferrarese, trovano modo di esprimersi con decisione in opere di formato minore, come nella piccola Madonna col Bambino dei Musei Statali di Berlino, dall'intensa caratterizzazione fisionomica.

### Le opere dal 1470 al 1490

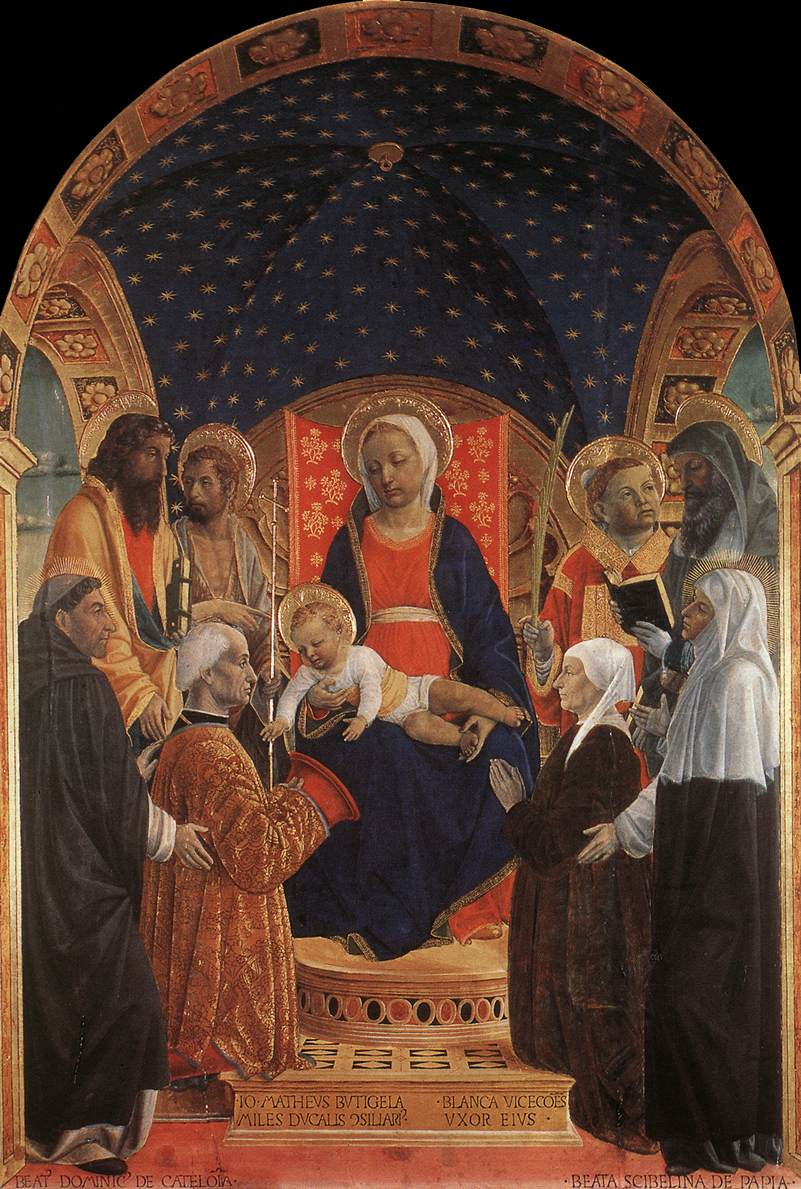
Pala Bottigella, 1480 -1484, Pavia, Pinacoteca Malaspina

Il ventennio che segue il compimento degli affreschi Portinari (1470-1490) è un succedersi intenso di commissioni. Le opere dipinte fra il 1470 e il 1485 segnano la piena maturità dell'artista, ormai giunto a dominare da indiscusso caposcuola (fino almeno all'arrivo di Leonardo) il panorama della pittura non solo lombarda, ma anche ligure e piemontese. Del 1478 è l'Adorazione del Bambino di Detroit, oggi in pessime condizioni dopo un restauro troppo aggressivo.
A Pavia, città di cui acquistò la cittadinanza nel 1468, collaborò con Zanetto Bugatto e Bonifacio Bembo alla decorazione della grandiosa Ancona delle Reliquie per il Castello su incarico del nuovo duca Galeazzo Maria Sforza, opera andata poi distrutta.
A Brescia, nella volta della cappella Averoldi della chiesa del Carmine, dipinse possenti Evangelisti dai volti rischiarati d'argento entro mandorle di nubi e cherubini, plasmati dal colore saturo di chiaroscuro, di una rara efficacia plastica. Attribuito alla sua mano è anche il grande affresco riportato su tela con il Cristo crocifisso che serve da pala dell'altare.
Di poco successivo è il Polittico di Santa Maria delle Grazie di Bergamo (oggi alla Pinacoteca di Brera) il quale, benché tradizionalmente riferito al 1476 circa, è invece un'opera di gusto arcaizzante risalente a dopo il 1500.
In questi dipinti d'altare l'amore per gli ori della scuola lombarda e ligure trovò una notevole esaltazione, legata anche a una parata araldica di immagini isolate nelle nicchie a quadri dorati, o, all'opposto, contro paesaggi di sorprendente immediatezza pittorica.

### Foppa e Bramante

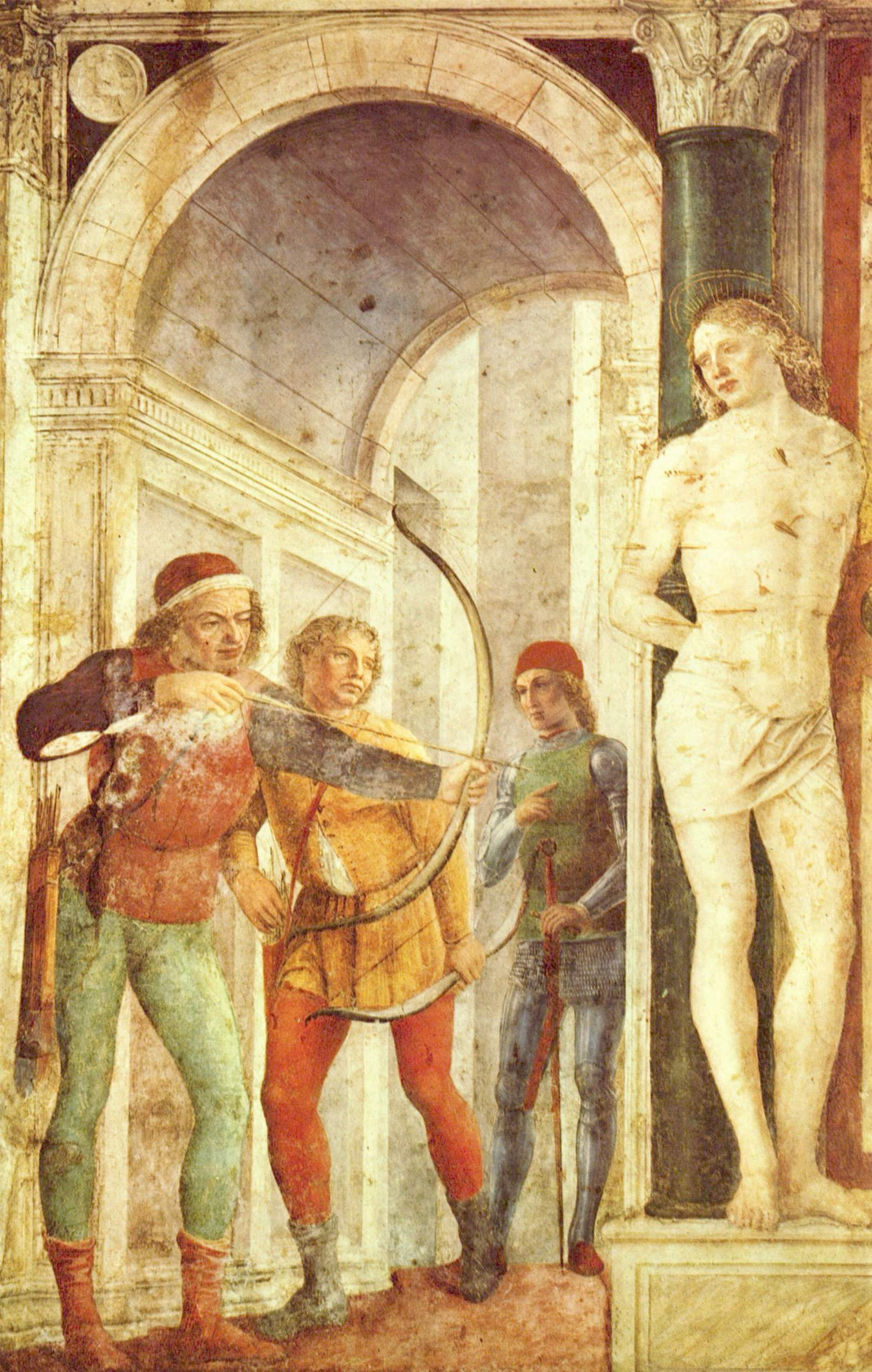
San Sebastiano (Brera, Milano)

Dopo la piccola Madonna della collezione Contini-Bonacossi di Firenze, riconducibile al polittico bergamasco, il Foppa si impegnò nella ricerca di una spazialità più rigorosa e di una più sottile vibrazione chiaroscurale alla corte ducale. Sulla base dell'ordine spaziale del Bramante, le composizioni assunsero un respiro più razionalmente monumentale, nel quale i fondamentali assunti del Foppa, colore e luce, si pongono tuttavia a protagonisti delle graduazioni delle distanze: gli accenti sono posti sulla rappresentazione umana dei vari tipi e sulla rifrazione della luce sui vari materiali, all'insegna della ricerca di verità ottica, priva di intellettualismi.
La vicinanza a Bramante appare palese negli affreschi provenienti dalla Chiesa di Santa Maria in Brera, oggi alla Pinacoteca di Brera, con la Madonna del tappeto e il San Sebastiano (1486 circa). Seguì un soggiorno a Savona, dove dipinse due polittici: il primo per Manfredo Fornari nel 1489, e l'altro, la celebre ancona di Nostra Signora di Castello, per Giuliano della Rovere, il futuro papa Giulio II, in collaborazione con il nizzardo Ludovico Brea e altre maestranze, artefici fra l'altro della cornice rinascimentale.
Legato in questi anni agli ambienti più progrediti del Ducato, il Foppa s'impegnò in un'opera insolita, la cosiddetta Pala Bottigella (1480-1484) della Pinacoteca Malaspina di Pavia, commissionata da Giovanni Matteo Bottigella. In questo lavoro lo spazio è saturo di figure, cosicché la prospettiva perde il primato a vantaggio della luce, usata qui per indagare i minimi dettagli. Più vicino, nello schema compositivo, alle sacre conversazioni di Giovanni Bellini che alle macchinose pale lombarde, lo squisito dipinto e altre piccole tavole di devozione domestica, come la Madonna col Bambino, sono esemplari assai felici del “venezianismo” foppesco.
Le opere di questi anni sono caratterizzate da un'ampiezza solenne, con un potenziamento dei valori lombardi: a partire dalla Annunciazione (Isola Bella, raccolta Borromeo), in cui si ravviva il vibrante chiaroscuro, all'Adorazione dei Magi della National Gallery di Londra (di cui non si conoscono la data e l'originaria destinazione), solenne riepilogo dei motivi propri della poetica del Foppa, ai Santi Bartolomeo e Gregorio, fino alla Pala dei Mercanti.

### Le ultime opere
Negli ultimi anni l'artista rientrò a Brescia, forse per rifuggire dal bramantismo e dal leonardismo imperante, e qui visse appartato fino alla morte, dipingendo, insegnando e ponendo le premesse per lo sviluppo di una rigogliosa scuola locale. Databile proprio al 1492 è un polittico oggi smembrato. La Natività di Gesù, originariamente la tavola centrale, si trova nella chiesa di Santa Maria Assunta di Chiesanuova, quartiere ovest di Brescia, mentre i due pannelli superstiti, raffiguranti Santa Apollonia e San Giovanni Battista, sono custoditi nella Pinacoteca Tosio Martinengo.
Questa orgogliosa chiusura nei confronti delle novità era ben visibile anche nella sua ultima opera milanese, la Deposizione (1498) dipinta per la chiesa di San Pietro in Gessate su commissione di Renato Trivulzio, in seguito trasferita a Berlino e andata distrutta nel corso della seconda guerra mondiale.
Collocabile alla fine del Quattrocento è anche la Pala della Mercanzia per la chiesa di San Faustino in Riposo, oggi alla Tosio Martinengo, concepita in una forte assolutezza lineare e luminosa, priva di qualsiasi elemento ridondante.
Risale al 1501 la commissione del polittico del Santissimo Sacramento per la cappella del Santissimo Sacramento della basilica di San Pietro de Dom a Brescia, in seguito trasferito in prestigiosa posizione sull'altare maggiore e infine smembrato probabilmente nel 1604 alla demolizione della basilica per la costruzione del Duomo nuovo. Dato per perduto, ne sono state riconosciute due tavole laterali nel 1939 in seguito acquistate dalla Banca San Paolo nel 1998, poi confluite nel 2007 nella collezione della Ubi Banca. Databile 1510 il Polittico di Santa Maria delle Grazie realizzato per la Chiesa di Santa Maria Immacolata delle Grazie e commissionato da Martino Grassi per l'altare maggiore, ora conservato alla Pinacoteca di Brera.
Nella sua schiva austerità il Foppa probabilmente non avvertì la portata storica del suo messaggio che costituì certo il nodo più vitale dell'arte lombarda per più di un secolo.

## Mostre
La prima mostra  dedicata ad un maestro come Vincenzo Foppa, incredibilmente, come è stato scritto, risalente alla primavera del 2002, ha avuto luogo a Brescia al Museo di Santa Giulia ed è documentata nel catalogo edito da Skira Vincenzo Foppa, un protagonista del Rinascimento. Nel recensire l'evento Marco Vallora riporta, tra l'altro, un giudizio di Roberto Longhi tratto dalla sua Tesi del 1911 dove, dopo aver definito Foppa il primo "notturnista" italiano, descrive i suoi quadri come «Una passeggiata in Lombardia, che se non fosse dipinta da lui, parrebbe descritta dal Manzoni».

## Opere
- Madonna della siepe, Firenze, Collezione Berenson
- San Siro, 1450-1460, Minneapolis, Minneapolis Institute of Arts
- San Paolo, 1450-1460, Minneapolis, Minneapolis Institute of Arts
- Madonna col Bambino (attr. incerta), 1450-1480 circa, Milano, Pinacoteca del Castello Sforzesco
- Crocifissione, 1456, Bergamo, Accademia Carrara
- San Girolamo penitente, 1460 circa, Bergamo, Accademia Carrara
- Testa di Santo, 1460-1464, Milano, Pinacoteca del Castello Sforzesco
- Madonna del Libro, 1460-1468, Milano, Pinacoteca del Castello Sforzesco
- Madonna col Bambino, 1460-1470, Berlino, Staatliche Museen[9]
- Fanciullo che legge Cicerone, 1464 circa, Londra, Wallace Collection
- Affreschi della Cappella Portinari, 1464-1468, Milano, basilica di Sant'Eustorgio
  - Quattro tondi con Dottori della Chiesa
  - Otto Busti di santi
  - Quattro Storie di san Pietro Martire:
    - Miracolo della nuvola
    - Miracolo della falsa Madonna
    - Miracolo di Narni
    - Martirio di san Pietro da Verona

  - Annunciazione
  - Assunzione della Vergine
- Sant'Agostino e San Teodoro, 1465-1470, Milano, Pinacoteca del Castello Sforzesco
- San Cristoforo, 1470 circa, Denver, Denver Art Museum
- Evangelisti, dal 1477, Brescia, chiesa di Santa Maria del Carmine, cappella Averoldi
- Cristo crocifisso, dal 1470-1480, Brescia, chiesa di Santa Maria del Carmine, cappella Averoldi
- Madonna col Bambino e un angelo, 1479-1480, Firenze, Uffizi
- Madonna annunciata, vetro, 1475- 1480 circa, Certosa di Pavia[10].
- Pala Bottigella, 1480-1484, Pavia, Pinacoteca Malaspina
- Arcangelo Michele (parte di polittico), 1480-1490 circa, San Pietroburgo, Ermitage
- Santo Stefano (parte di polittico), 1480-1490 circa, San Pietroburgo, Ermitage
- Pala della Mercanzia fine Quattrocento, Brescia, Pinacoteca Tosio Martinengo
- Madonna del tappeto (Madonna col Bambino tra i santi Giovanni Battista e Giovanni Evangelista), 1485, Pinacoteca di Brera
- San Francesco riceve le stimmate e San Giovanni Battista, 1488-1489 circa, Milano, Pinacoteca del Castello Sforzesco
- San Sebastiano, 1489 circa, Milano, Pinacoteca di Brera
- Madonna col Bambino in un paesaggio, 1490 circa, Filadelfia, Philadelphia Museum of Art
- Pala d'altare, 1490 circa, Oratorio di Nostra Signora di Castello, Savona, in collaborazione con Ludovico Brea
- Madonna col Bambino, 1490-1495 circa, Milano, Museo Poldi Pezzoli[11]
- Natività di Gesù, 1492 circa, Brescia, conservata nella chiesa di Santa Maria Assunta nel quartiere Chiesanuova di Brescia dal 1810 circa[12]
- Martirio di san Sebastiano, 1490-1500, Milano, Pinacoteca del Castello Sforzesco
- Ritratto di Giovanni Francesco Brivio, 1495, Milano, Museo Poldi Pezzoli[13]
- Ritratto di un vecchio gentiluomo, 1495-1500 circa, Filadelfia, Philadelphia Museum of Art[14]
- Sant'Antonio da Padova, 1495-1500 circa, Washington, National Gallery of Art[15]
- San Bernardino da Siena, 1495-1500 circa, Washington, National Gallery of Art[16]
- Polittico di Santa Maria delle Grazie, 1500-1510 circa, Milano, Pinacoteca di Brera
- Adorazione dei Magi, 1500-1510 circa, Londra, National Gallery[17]
- San Giovanni Battista, dal polittico del Santissimo Sacramento, 1501, collezione Ubi Banca[18]
- Santo Stefano, dal polittico del Santissimo Sacramento, 1501, collezione Ubi Banca[18]